# Barsony-Pseudodivertikel

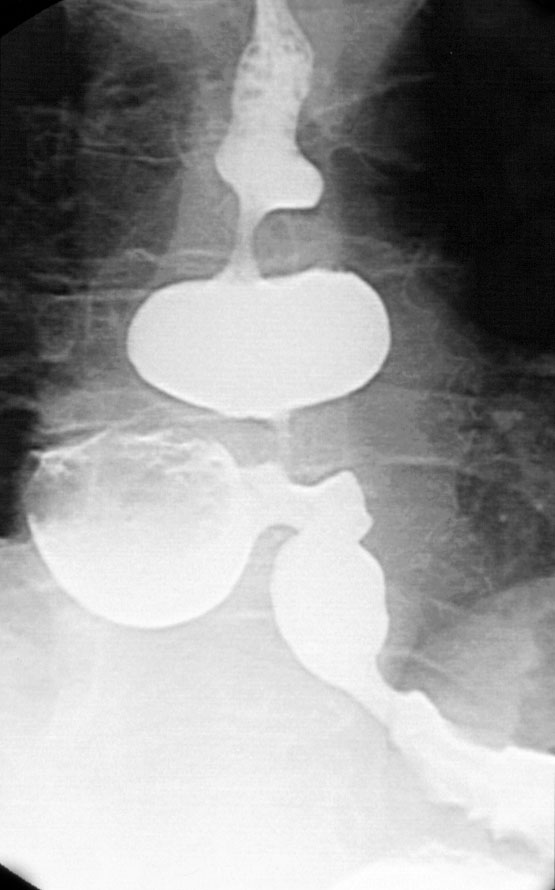
Barsony-Pseudodivertikel bei diffusem Ösophagusspasmus und gleichzeitig großes epiphrenisches Divertikel

Als Barsony-Pseudodivertikel werden die veränderlichen Ausbuchtungen der Speiseröhre zwischen zwei spastischen Kontraktionen bezeichnet, die beim
diffusen Ösophagusspasmus auftreten. Sie können von echten epiphrenischen Divertikeln begleitet werden, die auch bestehen bleiben, wenn gerade keine Kontraktionen ablaufen.